# Премијер лига Босне и Херцеговине у фудбалу 2015/16.
Премијер лига Босне и Херцеговине у фудбалу 2013/14. која је због спонзорског уговора носила име БХ Телеком Премијер лига била је четрнаеста сезона Премијер лиге Босне и Херцеговине у којој су играли клубови из оба ентитета у Босни и Херцеговини. У овој сезони се такмичи 16 клубова, од чега 5 из Републике Српске и 11 из Федерације БиХ.
Нови прволигаши у овој сезони су Дрина из Зворника, (Прва лига РС) и повратник у лигу Младост из Какња, Добој (Прва лига Федерације БиХ), уместо Младост из Велике Обарске и Звијезда из Градачца који су на крају сезоне 2013/14. испали у одговарајуће ниже лиге.
Игра се двоструки лига систем (свако са сваким по две утакмице).
Како је лига од наредне сезоне имала 12 уместо 16 тимова, у овој сезони је из лиге испало чак 6 тимова.

## Састав Премијер лига Босне и Херцеговине у сезони 2014/15.
| Екипа         | Град             | Стадион                      | Капацитет |
| ------------- | ---------------- | ---------------------------- | --------- |
| Борац         | Бањалука         | Градски стадион у Бањој Луци | 7,238     |
| Вележ         | Мостар           | Стадион Врапчићи             | 5.294     |
| Витез         | Витез            | Градски стадион Витез        | 3.000     |
| Дрина         | Зворник          | Градски стадион у Зворнику   | 3.020     |
| Жељезничар    | Сарајево         | Стадион Грбавица             | 16.100    |
| Зрињски       | Мостар           | Стадион под Бијелим бријегом | 20.000    |
| Младост       | Какањ, Добој     | Стадион Младости Добој Какањ | 3.000     |
| Олимпик       | Сарајево         | Стадион Грбавица             | 12.000    |
| Радник        | Бијељина         | Градски стадион у Бијељини   | 6.000     |
| Рудар         | Приједор         | Градски стадион у Приједору  | 6.000     |
| Сарајево      | Сарајево         | Стадион Асим Ферхатовић Хасе | 38.600    |
| Славија       | Источно Сарајево | Градски СРЦ Славија          | 6.000     |
| Слобода       | Тузла            | Стадион Тушањ                | 8.444     |
| Травник       | Травник          | Стадион Пирота               | 3,200     |
| Челик         | Зеница           | Стадион Билино поље          | 15.295    |
| Широки Бријег | Широки Бријег    | Стадион Пецара               | 5.913     |

| Борац     | Вележ    | Витез    | Дрина            | Жељезничар | Зрињски | Младост      | Олимпик       |
| --------- | -------- | -------- | ---------------- | ---------- | ------- | ------------ | ------------- |
| Бања Лука | Мостар   | Витез    | Зворник          | Сарајево   | Мостар  | Какањ, Добој | Сарајево      |
|           |          |          |                  |            |         |              |               |
|           |          |          |                  |            |         |              |               |
| Радник    | Рудар    | Сарајево | Славија          | Слобода    | Травник | Челик        | Широки Бријег |
| Бијељина  | Приједор | Сарајево | Источно Сарајево | Тузла      | Травник | Зеница       | Широки Бријег |
|           |          |          |                  |            |         |              |               |

## Табела и статистика
| #.  | Клуб          | ИГ | Д  | Н  | ИЗ | ГД | ГП | ГР  | Б  |
| --- | ------------- | -- | -- | -- | -- | -- | -- | --- | -- |
| 01. | Зрињски       | 30 | 21 | 6  | 3  | 52 | 17 | +35 | 69 |
| 02. | Слобода       | 30 | 19 | 5  | 6  | 44 | 23 | +21 | 62 |
| 03. | Широки Бријег | 30 | 18 | 7  | 5  | 56 | 21 | +35 | 61 |
| 04. | Сарајево      | 30 | 18 | 3  | 9  | 56 | 28 | +28 | 57 |
| 05. | Жељезничар    | 30 | 16 | 7  | 7  | 36 | 20 | +16 | 55 |
| 6.  | Челик         | 30 | 12 | 10 | 8  | 35 | 28 | +7  | 46 |
| 7.  | Радник        | 30 | 13 | 6  | 11 | 25 | 25 | 0   | 45 |
| 8.  | Олимпик       | 30 | 11 | 6  | 13 | 36 | 33 | +3  | 39 |
| 9.  | Витез         | 30 | 11 | 6  | 13 | 36 | 41 | -5  | 39 |
| 10. | Младост       | 30 | 10 | 9  | 11 | 29 | 39 | -10 | 39 |
| 11. | Борац         | 30 | 10 | 6  | 14 | 27 | 33 | -6  | 36 |
| 12. | Славија       | 30 | 8  | 11 | 11 | 25 | 37 | -12 | 35 |
| 13. | Травник       | 30 | 8  | 5  | 17 | 36 | 47 | -11 | 29 |
| 14. | Рудар         | 30 | 5  | 10 | 15 | 24 | 38 | -14 | 25 |
| 15. | Дрина         | 30 | 7  | 1  | 22 | 24 | 66 | -42 | 22 |
| 16. | Вележ         | 30 | 1  | 6  | 23 | 10 | 55 | -45 | 9  |

ИГ = Играо утакмица; Д = Добио; Н = Нерешио; ИЗ = Изгубио; ГД = Голова дао; ГП = Голова примио; ГР = Гол-разлика ; Б = Бодови; МУ = Међусобне утакмице
|  | УЕФА Лига шампиона 1. коло квалификација |
|  | УЕФА Лига Европе 2. коло квалификација   |
|  | УЕФА Лига Европе 1. коло квалификација   |
|  | Директно прелази у Другу лигу            |

| Првак Премијер лиге Босне и Херцеговине 2015/16 |
| ----------------------------------------------- |
| Зрињски 4. Титула                               |